# Trebulani-hegység
A Trebulani-hegység az olaszországi Matese egyik mészkővonulata Campania régióban. Nevét a római kolónia, Trebula után kapta.
Legmagasabb csúcsa a Monte Maggiore (1036 m) Teano várostól keletre. További csúcsai a Monte Melito Roccaromana mellett, a Monte Frigento Castel di Sasso mellett, a Monte Scopella Alvignano mellett, a Monte Cardillo Liberi mellett, valamint  a Monti della Costa Baia e Latina mellett.